# Huntsham
Huntsham – wieś i civil parish w Anglii, w Devon, w dystrykcie Mid Devon. W 2011 civil parish liczyła 156 mieszkańców. Huntsham jest wspomniana w Domesday Book (1086) jako Honesham/Honessam.